# 반완전환
환론에서 반완전환(半完全環, 영어: semiperfect ring)은 모든 유한 생성 가군이 사영 덮개를 갖는 환이다.

## 정의
환 {\displaystyle R}에 대하여 다음 조건들이 서로 동치이며, 이를 만족시키는 환을 반완전환(영어: semiperfect ring)이라고 한다.
- {\displaystyle 1=e_{1}+e_{2}+\cdots +e_{k}}가 되는, 국소 멱등원들의 직교 유한 집합 {\displaystyle \{e_{1},e_{2},\dots ,e_{k}\}}가 존재한다.[1]:347, Theorem 23.6
- {\displaystyle R/\operatorname {rad} (R)}는 반단순환이며, {\displaystyle R/\operatorname {rad} (R)}의 모든 멱등원 {\displaystyle [e]\in R/\operatorname {rad} (R)}에 대하여 {\displaystyle e\in [e]}가 되는 {\displaystyle R}-멱등원 {\displaystyle e\in R}가 존재한다.[1]:346, Definition 23.1
- 모든 {\displaystyle R}-유한 생성 왼쪽 가군이 사영 덮개를 갖는다.
- 모든 {\displaystyle R}-유한 생성 오른쪽 가군이 사영 덮개를 갖는다.

(여기서 모든 반단순환은 왼쪽 아르틴 환·오른쪽 아르틴 환이며, {\displaystyle \operatorname {rad} R}는 제이컵슨 근기를 뜻한다.)
환 {\displaystyle R}에 대하여 다음 조건들이 서로 동치이며, 이를 만족시키는 환을 왼쪽 완전환(-完全環, 영어: left perfect ring)이라고 한다.
- 모든 {\displaystyle R}-왼쪽 가군이 사영 덮개를 갖는다.
- 모든 {\displaystyle R}-평탄 왼쪽 가군은 사영 왼쪽 가군이다.
- (배스 정리 P 영어: Bass’s theorem P) {\displaystyle R}-주 오른쪽 아이디얼들 {\displaystyle \{rR\colon r\in R\}}은 내림 사슬 조건을 만족시킨다. (※ 왼쪽이 아니라, 주 오른쪽 아이디얼이다.)
- {\displaystyle R/\operatorname {rad} R}는 반단순환이며, 임의의 열 {\displaystyle j_{0},j_{1},j_{2},\dots \in \operatorname {rad} R}에 대하여 {\displaystyle j_{0}j_{1}j_{2}\cdots j_{n}=0}이 되는 자연수 {\displaystyle n\in \mathbb {N} }이 존재한다.
- {\displaystyle R/\operatorname {rad} R}는 반단순환이며, 모든 {\displaystyle R}-왼쪽 가군은 영가군이 아니라면 극대 부분 가군을 갖는다.

마찬가지로 오른쪽 완전환(-完全環, 영어: right perfect ring)의 개념을 정의할 수 있다. 반완전환과 달리, 완전환의 개념은 왼쪽·오른쪽이 서로 다르다.

## 성질
반완전환·왼쪽 완전환·오른쪽 완전환의 개념은 (가군만을 통해 정의되므로) 모리타 동치에 대하여 불변이다.

### 함의 관계
임의의 (곱셈 항등원을 갖는) 환에 대하여, 다음과 같은 함의 관계가 존재한다.:335
| 오른쪽 아르틴 환 | ⇒ | 오른쪽 뇌터 환 |   | 오른쪽 완전환 |   |          |   |          |
|                  | ⇘ |                | ⇗ |               | ⇘ |          |   |          |
|                  |   | 반으뜸환       |   | 국소환        | ⇒ | 반완전환 | ⇒ | 반국소환 |
|                  | ⇗ |                | ⇘ |               | ⇗ |          |   |          |
| 왼쪽 아르틴 환   | ⇒ | 왼쪽 뇌터 환   |   | 왼쪽 완전환   |   |          |   |          |

여기서 반으뜸환(半-環, 영어: semiprimary ring)은 그 제이컵슨 근기 {\displaystyle \operatorname {rad} R}가 멱영 아이디얼이며, 제이컵슨 근기에 대한 몫환 {\displaystyle R/\operatorname {rad} R}가 반단순환인 환 {\displaystyle R}를 뜻한다.

### 사영 가군
{\displaystyle R}가 반완전환이며, {\displaystyle \{e_{1},\dots ,e_{k}\}}가 서로 직교인 국소 멱등원들의 집합이라고 하자.
반완전환 {\displaystyle R} 위의 모든 유한 생성 사영 왼쪽 가군 {\displaystyle _{R}M}은 다음과 같은 꼴의 유한 직합으로 분해된다.
{\displaystyle M=(Re_{1})^{\oplus n_{1}}\oplus (Re_{2})^{\oplus n_{2}}\oplus \cdots \oplus (Re_{k})^{\oplus n_{k}}}
여기서 각 {\displaystyle n_{k}\in \mathbb {N} }은 자연수이다.
{\displaystyle R}가 추가로 왼쪽 완전환이라고 하자. {\displaystyle R} 위의 모든 사영 왼쪽 가군 {\displaystyle _{R}M}은 다음과 같은 꼴 직합으로 분해된다.
{\displaystyle M=(Re_{1})^{\oplus \kappa _{1}}\oplus (Re_{2})^{\oplus \kappa _{2}}\oplus \cdots \oplus (Re_{k})^{\oplus \kappa _{k}}}
여기서 각 {\displaystyle \kappa _{i}}는 (무한 또는 유한) 기수이다.

### 주 분해 불가능 가군
{\displaystyle R}가 반완전환이라고 하자. 그렇다면, 원시 멱등원 {\displaystyle e\in R}에 대하여, {\displaystyle Re}와 같은 꼴의 왼쪽 가군을 주 분해 불가능 왼쪽 가군(영어: principal indecomposable left module)이라고 한다. 이들은 분해 불가능 가군이며 사영 가군이다.
그렇다면, {\displaystyle R} 위의 단순 왼쪽 가군들의 동형류 집합은 {\displaystyle R} 위의 주 분해 불가능 왼쪽 가군들의 동형류 집합과 표준적으로 일대일 대응한다. 구체적으로, 원시 멱등원 {\displaystyle e\in R}가 주어졌을 때, 주 분해 불가능 왼쪽 가군 {\displaystyle Re}에 대응하는 단순 왼쪽 가군은
{\displaystyle {\frac {Re}{\operatorname {rad} (R)e}}}
이다.

### 나카야마 순열
반완전환 {\displaystyle R}가 유한 개의 원시 멱등원 {\displaystyle \{e_{1},\dots ,e_{n}\}}을 갖는다고 하자. 만약
{\displaystyle \operatorname {soc} (Re_{\sigma (i)})\cong {\frac {Re_{i}}{\operatorname {rad} (R)e_{i}}}}
{\displaystyle \operatorname {soc} (e_{i}R)\cong {Re_{\sigma (i)}}{e_{\sigma (i)}\operatorname {rad} (R)}}
라면, {\displaystyle \sigma }를 {\displaystyle R}의 나카야마 순열([中山]順列, 영어: Nakayama permutation)이라고 한다. 이는 나카야마 다다시가 도입하였다.

## 분류
반완전환 {\displaystyle R}는 다음과 같은 유한 직접곱으로 나타낼 수 있다.:361, Theorem 25.4
{\displaystyle R=e_{1}R\times e_{2}R\times \cdots \times e_{k}R}
여기서 각 {\displaystyle e_{i}\in \operatorname {Z} (R)}는 중심에 속하는 원시 멱등원들이다. 각 {\displaystyle e_{i}R}는 항등원 {\displaystyle e_{i}\in e_{i}R}를 갖는 반완전환이다.
반완전환 {\displaystyle R}의 기초 멱등원(영어: basic idempotent) {\displaystyle e\in R}는 다음과 같은 꼴의 멱등원이다.
{\displaystyle e=e_{1}+e_{2}+\cdots +e_{k}}
여기서
- 각 {\displaystyle e_{i}\in R}는 원시 멱등원이며, {\displaystyle e_{i}e_{j}=e_{j}e_{i}\qquad \forall i,j}이다.
- {\displaystyle \{Re_{1},Re_{2},\dots ,Re_{k}\}}는 각각 서로 동형이 아닌 주 분해 불가능 가군들에 대응한다.

기초 멱등원 {\displaystyle e\in R}가 주어졌을 때, {\displaystyle eRe}는 반완전환을 이루며, 이는 {\displaystyle R}의 모리타 동치류의 표준적인 대표원을 이룬다.:364

## 역사
1956년에 사무엘 에일렌베르크는 모든 대상이 사영 덮개를 갖는 아벨 범주를 "완전 범주"(영어: perfect category)라고 명명하였다. 이후 에일렌베르그의 용어를 차용하여, 하이먼 배스가 1960년에 완전환 및 반완전환의 개념을 도입하였다.

## 참고 문헌
1. 1 2 3 4 5  Lam, Tsit-Yuen (2001). 《A first course in noncommutative rings》. Graduate Texts in Mathematics (영어) 131 2판. Springer. doi:10.1007/978-1-4419-8616-0. ISBN 978-0-387-95183-6. ISSN 0072-5285.
2. ↑  Eilenberg, Samuel (1956년 9월). “Homological dimension and syzygies”. 《Annals of Mathematics》 (영어) 64 (2): 328–336. doi:10.2307/1969977. ISSN 0003-486X. JSTOR 1969977.
3. ↑  Bass, Hyman (1960). “Finitistic dimension and a homological generalization of semi-primary rings”. 《Transactions of the American Mathematical Society》 (영어) 95 (3): 466–488. doi:10.1090/S0002-9947-1960-0157984-8. ISSN 0002-9947. JSTOR 1993568. MR 0157984.